# 甘思河
甘思河（甘思和，1915年—1988年），中国人民解放军将领、中国人民解放军开国少将。
曾任中国人民解放军北京军区干部部副部长。1955年，授予中国人民解放军少将。